# Danton (film)
Danton – francusko-polski dramat historyczny z 1983 roku w reżyserii Andrzeja Wajdy, zrealizowany na podstawie scenariusza napisanego z Jean-Claude’em Carrière’em, Agnieszką Holland, Bolesławem Michałkiem i Jackiem Gąsiorowskim. Adaptacja dramatu scenicznego Stanisławy Przybyszewskiej Sprawa Dantona (1929) rozgrywa się podczas rewolucji francuskiej i koncentruje się na konflikcie pomiędzy dawnymi sprzymierzeńcami: Maximilienem de Robespierre (Wojciech Pszoniak) a Georges’em Dantonem (Gérard Depardieu).
W założeniu film miał być realizowany w Polsce na zamówienie wytwórni Gaumont, jednakże wprowadzenie w grudniu 1981 roku stanu wojennego w Polsce zniweczyło zarówno plany realizacji, jak i dystrybucji filmu w kraju. Nie rezygnując z tworzenia, reżyser przeniósł cały projekt do Francji, gdzie zrealizował go przy udziale grupy polskich aktorów.
Danton zebrał przeważnie przychylne recenzje zarówno w Polsce, jak i we Francji. Za jego reżyserię Wajda odebrał m.in. nagrodę Cezar, Prix Louis-Delluc oraz statuetkę BAFTA za najlepszy film nieanglojęzyczny (ex aequo z producentkami Margaret Ménégoz i Barbarą Pec-Ślesicką). Nagradzana była też tytułowa rola Depardieu.

## Fabuła
Akcja rozpoczyna się wiosną 1794 roku, gdy w rewolucyjnej Francji szaleje już terror wprowadzony przez Georges’a Dantona. Na burzliwym posiedzeniu Komitetu Ocalenia Publicznego jakobin Jacques Nicolas Billaud-Varenne jawnie oskarża Dantona o działalność kontrrewolucyjną wymierzoną przeciw komitetom. Robespierre wprawdzie przeciwstawia się aresztowaniu i sądzeniu Dantona, lecz z trudem narzuca swe zdanie innym członkom Komitetu zaniepokojonych wpływami Dantona i jego popularnością. Sygnałem ostrzegawczym dla niego ma być likwidacja redagowanej przez Camille’a Desmoulinsa gazety stronników Dantona, „Vieux Cordelier”.
Danton, który otrzymuje poufne ostrzeżenie, że rząd zmierza do aresztowania go wraz z najbliższymi współpracownikami, lekceważy je, licząc na swą popularność wśród ludu Paryża i nietykalność osiągniętą dzięki zasługom dla rewolucji. Z inicjatywy Robespierre’a, który nadal pragnie go oszczędzić, dochodzi do poufnego spotkania obu przywódców, lecz nie skutkuje ono dojściem do porozumienia. Wówczas zdecydowany już Robespierre postuluje w Komitecie Ocalenia szybkie osądzenie Dantona w obawie przed radykalnymi działaniami z jego strony. Raport rewolucjonisty Louis de Saint-Juste’a jest podstawą do przygotowania listy osób przeznaczonych do uwięzienia. W nocy z 30 na 31 marca 1794 roku dochodzi do aresztowania dantonistów z ich przywódcą, internowanych w Pałacu Luksemburskim, a następnie zostaje im wytoczony publiczny proces. Na Dantona zostaje wydany wyrok śmierci.

## Obsada
Źródło: FilmPolski.pl

- Gérard Depardieu – Georges Danton
- Wojciech Pszoniak – Maximilien de Robespierre
- Gérard Desarthe – Maximilien de Robespierre (głos)[2]
- Patrice Chéreau – Camille Desmoulins
- Angela Winkler – Lucille Desmoulins
- Bogusław Linda – Saint-Just
- Jerzy Trela – Billaud-Varenne
- Anne Alvaro – Eleonora Duplay
- Jacques Villeret – gen. Westermann
- Tadeusz Huk – Georges Couthon
- Roland Blanche – Stéphane Lacroix
- Franciszek Starowieyski – Jacques-Louis David
- Czesław Wołłejko – Vadier
- Krzysztof Globisz – Amar
- Roger Planchon – Fouquier-Tinville
- Marian Kociniak – Robert Lindet
- Marek Kondrat – Bertrand Barère de Vieuzac
- Leonard Pietraszak – gen. Carnot
- Alain Macé – François Héron
- Bernard Maître – Legendre
- Lucien Melki – Fabre d’Églantine
- Serge Merlin – Pierre Philippeaux
- Erwin Nowiaszek – Jean-Marie Collot d’Herbois
- Angel Sedgwick – małoletni brat Eleonory
- Andrzej Seweryn – Bourdon de l’Oise
- Stéphane Jobert – Étienne-Jean Panis
- Jean-Loup Wolff – Hérault de Seychelles
- Wladimir Yordanoff – dowódca straży więziennej
- Małgorzata Zajączkowska – służąca panny Duplay
- Szymon Zaleski – Lebas
- Eugeniusz Priwieziencew – zwolennik Robespierre’a [niewymieniony w napisach]

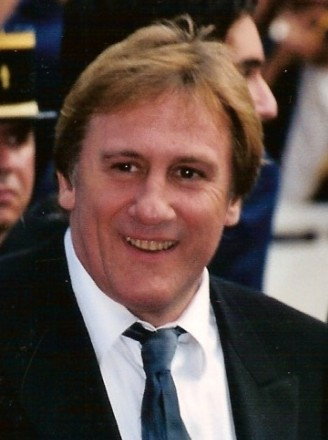
Gérard Depardieu
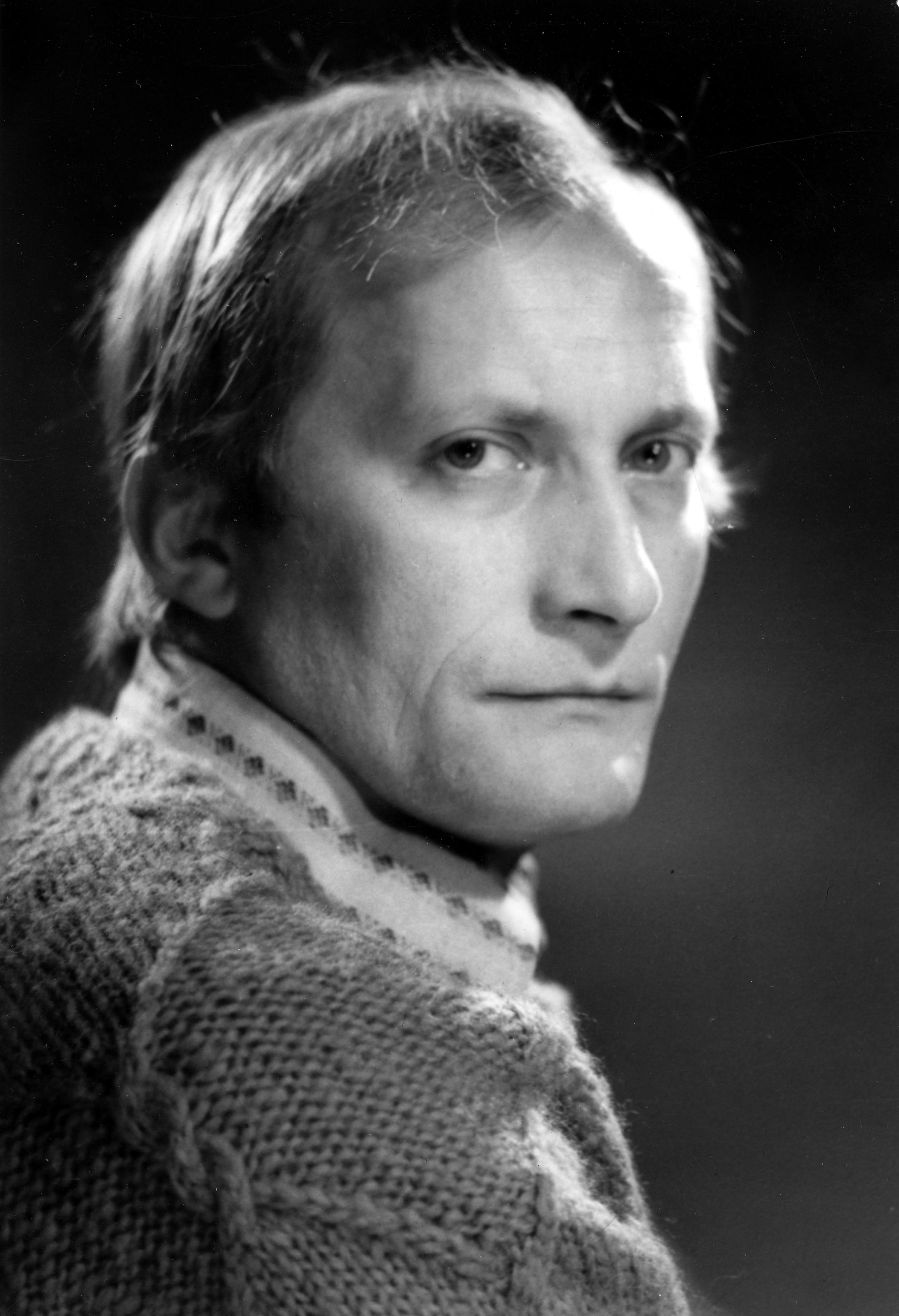
Wojciech Pszoniak
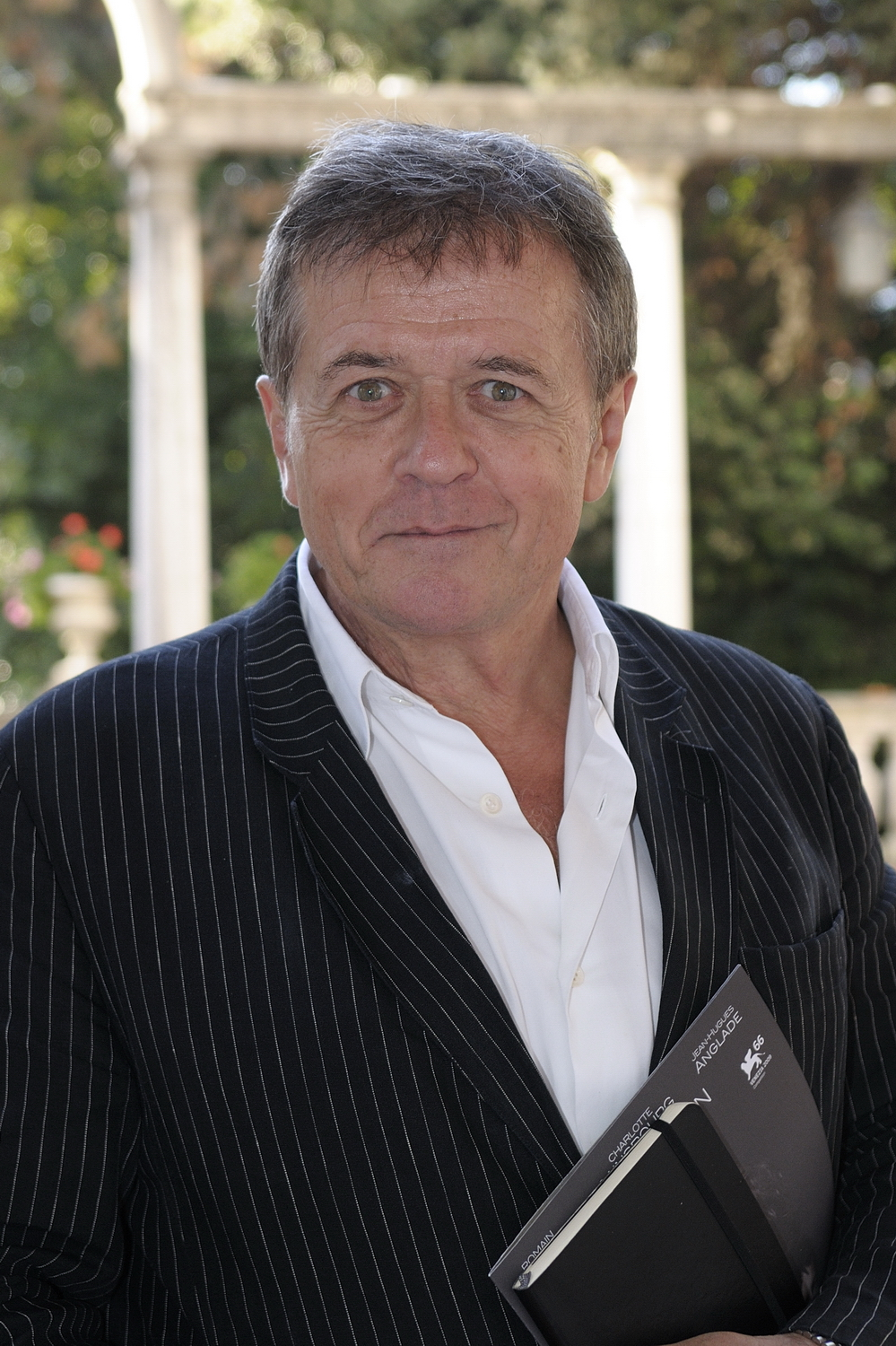
Patrice Chéreau
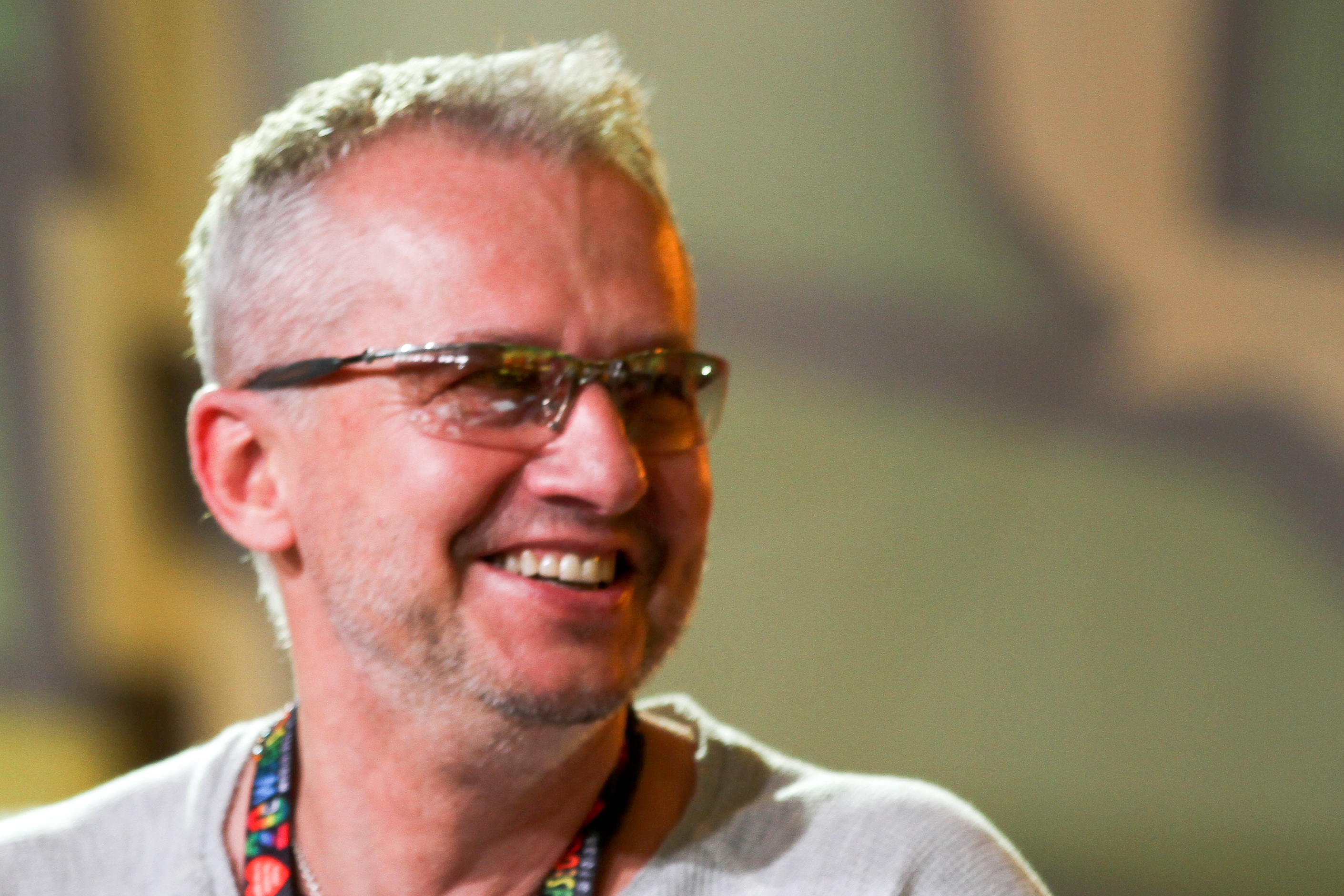
Bogusław Linda
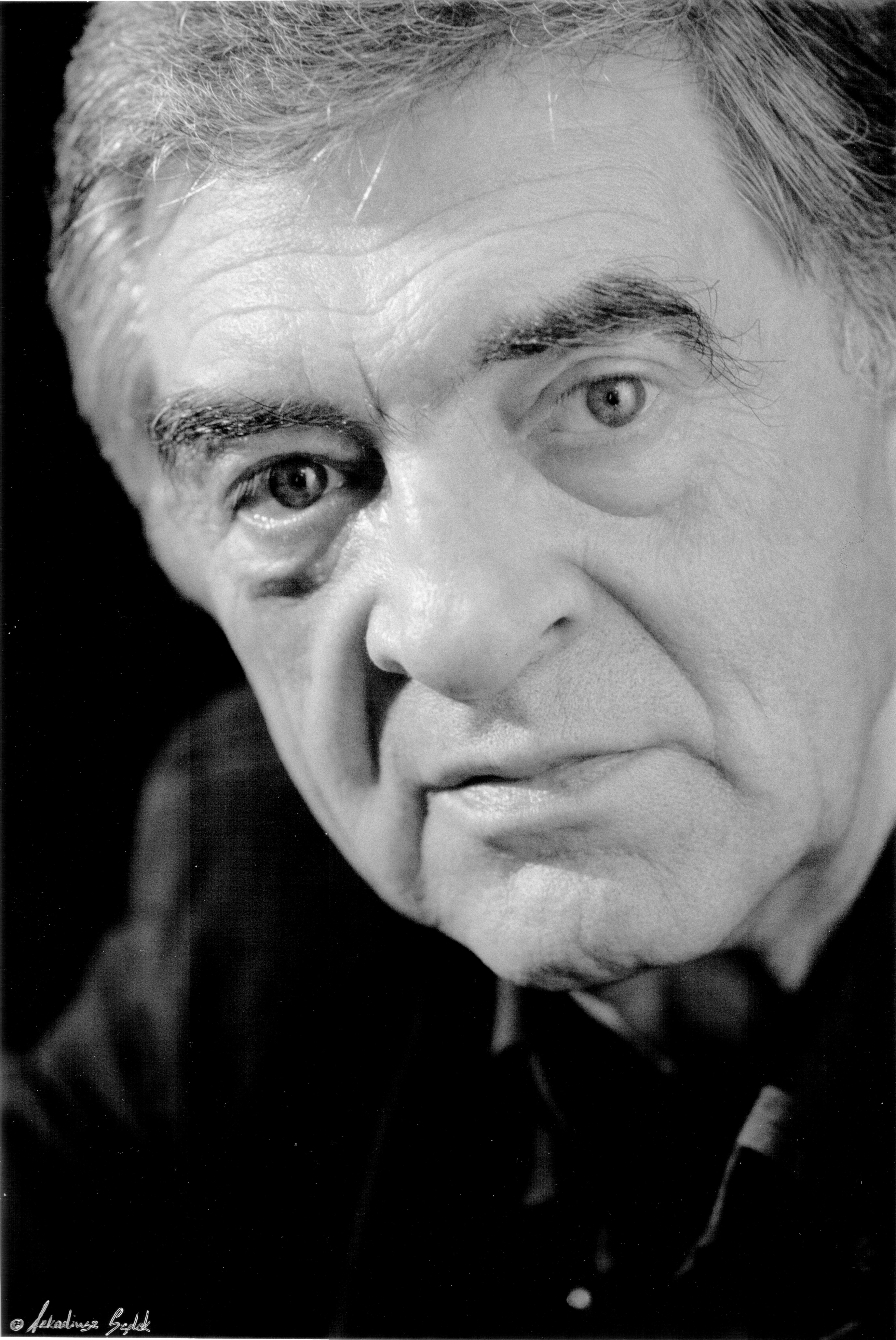
Jerzy Trela

## Produkcja

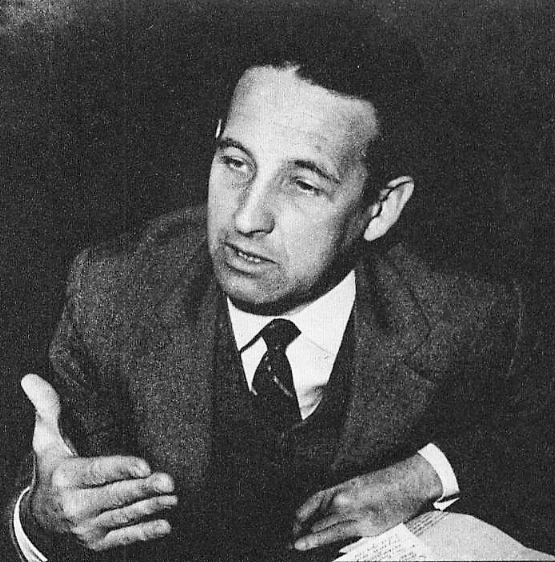
Andrzej Wajda, reżyser filmu (1978)

### Prace przygotowawcze
Pierwowzorem filmowego Dantona była wielokrotnie wystawiana sztuka Stanisławy Przybyszewskiej pod tytułem Sprawa Dantona (1929). Jej autorka przedstawiała organizatora terroru jakobińskiego podczas rewolucji francuskiej, Maximiliena de Robespierre, jako nieprzekupnego krzewiciela wielkich idei, podczas gdy Georges Danton jawił się według Przybyszewskiej jako skorumpowany populista i zdrajca. Taki ton też przeważał w wystawianej przez Andrzeja Wajdę reinterpretacji dzieła Przybyszewskiej z 1977 roku, w której reżyser Ziemi obiecanej (1974) uszlachetniał Robespierre’a kosztem Dantona. O ile teatralny wykonawca Robespierre’a, Wojciech Pszoniak, miał się pojawić w planowanej przez Wajdę adaptacji filmowej, o tyle rolę filmowego Dantona Wajda przewidział dla Gérarda Depardieu. Ten ostatni wynegocjował zgodę ze strony francuskiego Ministerstwa Kultury na dofinansowanie produkcji polskiego reżysera. Wajda pisał scenariusz do Dantona wraz z francuskim scenarzystą Jean-Claude’em Carrière’em (dawnym współpracownikiem Luisa Buñuela), Agnieszką Holland, Bolesławem Michałkiem i Jackiem Gąsiorowskim.
Prace nad filmem trwały od 1980 roku, jednak w trakcie kręcenia filmu w Polsce został wprowadzony stan wojenny, wskutek czego Wajda pośpiesznie wyemigrował wraz z częścią obsady do Francji. Tam też, pod wpływem nasilających się komunistycznych rządów terroru w jego ojczyźnie, zmienił przesłanie utworu. Wajda zniwelował cechujące sztukę Przybyszewskiej dysproporcje w wizerunku głównych bohaterów sztuki. Robespierre pozbawiony został kwestii „znajdźcie ten punkt, gdzie zaczął się błąd”, która pada w momencie, gdy nabiera on wątpliwości co do swoich działań; w wersji filmowej jest bardziej przebiegły i zaprowadza Dantona na szafot. Jednak w filmie to Danton cechuje się większą charyzmą, finansowany jest dobrowolnie przez wielmożów z Francji i Anglii, którzy pokładają w nim nadzieję na zakończenie rządów terroru. Danton w wykonaniu Depardieu ma również poparcie ludu, a jego śmierć na szafocie przesądza paradoksalnie o losie, który – jak sugeruje Wajdowski film – czeka Robespierre’a.
Wszelako, adaptując dramat Przybyszewskiej, Wajda nie wyrażał się źle o rewolucji jako takiej. W nieopublikowanym wywiadzie z Wandą Wertenstein z 1982 roku przekonywał, iż „trudno przecież robić film o rewolucji francuskiej bez wiary w rewolucję. Co z tego, że pożarła Dantona, pożarła Robespierre’a, skoro dokonała olbrzymich przemian, skoro stworzyła prawa człowieka, […] stworzyła zasady, które do dziś stanowią o demokracji”. Wajda jednak wiedział, że moment powstania filmu kazał mu zwątpić w możliwość stworzenia entuzjastycznego filmu o rewolucji.

### Zdjęcia
Zdjęcia do filmu kręcono w takich miejscowościach jak Paryż, Wersal i Senlis oraz w departamencie Sekwana i Marna (Jossigny, Guermantes). Polscy członkowie obsady wypowiadali swoje kwestie po polsku, natomiast w procesie postprodukcji ich głosy zostały zdubbingowane po francusku. Łączny budżet filmu wyniósł około 3,4 miliona dolarów. Po realizacji zdjęć niektórzy polscy aktorzy (m.in. Andrzej Seweryn i Wojciech Pszoniak) zdecydowali się pozostać za granicą ze względu na trwający wciąż w kraju stan wojenny.
Kolaudacja filmu, która odbyła się w Polsce 6 grudnia 1982 roku, była jednak pozytywna. Komisja kolaudacyjna nie wygłaszała skrajnie krytycznych uwag do Dantona Wajdy. Jan Baszkiewicz, konsultant historyczny przy filmie, doceniał dzieło Wajdy za realistyczne ukazanie atmosfery rewolucyjnego Paryża i konfliktów politycznych w trakcie rewolucji. Potencjalne obiekcje dotyczyły jedynie obaw, że film może sprawiać problemy ze zrozumieniem jego przesłania u współczesnych widzów. Stanisław Trepczyński twierdził, że konflikt Dantona i Robespierre’a może nie być czytelny „dla widza nieznającego historii rewolucji francuskiej”, ale zaznaczał, że jego uwagi „nie umniejszają walorów tego filmu”. Mimo to Danton aż do 1989 roku był w Polsce wyświetlany w ocenzurowanej wersji.

## Odbiór
Danton wzbudził burzliwą reakcję we Francji. Część krytyków upatrywała w filmie Wajdy ostrej krytyki rządów totalitarnych, na które lud nie ma żadnego wpływu. François Furet na łamach „Le Nouvel Observateur” z uznaniem pisał, że „film odtwarza z niebywałą wyrazistością uczucie, jakie przeżywali wszyscy wielcy aktorzy rewolucji: że historia toczy się raczej po nich niż dzięki nim”. Wizja rewolucji u Wajdy poniekąd odpowiadała dyskusji na temat odideologizowania historycznego myślenia o rewolucji, jaką podjął Furet na przełomie lat 70. i 80.
Zdaniem Jeana Tularda w Dantonie „dobrze przedstawiono kapitalną rolę Komitetu Bezpieczeństwa Powszechnego […]. Po upadku Dantona rywalizacja obu policji [KBP i Komitetu Ocalenia Publicznego] miała zgubić Robespierre’a”. Claude Baingères z „Le Figaro” przekonywał, iż „Wajda wciąga nas za kulisy rewolucji w momencie, kiedy kat zdziera swój kaptur, kiedy szef państwa zdejmuje perukę. Co nie przeszkadza reżyserowi dać nam zupełnie urzekający obraz epoki”. Pierre Billard z „Le Point” doszukiwał się w Dantonie aktualnej wymowy politycznej; Robespierre miałby być aluzją do Wojciecha Jaruzelskiego, który wprowadził stan wojenny w Polsce.
Z niechęcią film Wajdy przyjmowały środowiska lewicowe. Jean-Philippe Domecq w recenzji dla pisma „Positif” oskarżał reżysera o zafałszowanie obrazu terroru rewolucyjnego, który „zdradzał wiele umiarkowania i w ciągu półtora roku pociągnął dziesięć razy mniej ofiar niż rok normalnego reżymu monarchistycznego” i pierwszy tydzień pacyfikacji Komuny Paryskiej, kiedy rozstrzelano około 25 000 osób. Krytyk z Czechosłowacji, Ivo Havlík, opisywał opinie środowisk socjalistycznych i komunistycznych, iż „Wajda stworzył film, który jest całkowicie sprzeczny z francuską tradycją republikańską; władza jakobinów, która reprezentowała najwyższy stopień rozwoju francuskiej rewolucji demokratycznej, której znaczenie dla historii Europy podnosił Marks, Engels i Lenin, jest w filmie ukazana jako krwawa dyktatura”. Zygmunt Kałużyński dla „Polityki” pisał: „Film jest przeciętny, […] teksty są sumaryczne, psychologia szkicowa i niekonsekwentna”. Zdaniem magazynu „Variety” film Wajdy jest „nudną, powolną opowieścią, przypominającą bardziej jałowy, tendencyjny wykład z historii niż pełen dramatyzmu obraz”. Dave Kehr w recenzji dla „Chicago Readera” twierdził, że „film pełen jest oczywistych podobieństw do kryzysu «Solidarności», choć jedyne, co wnoszą one do projektu, to kolejny nieporadny szczebel schematyzmu”.
Znaczna część krytyków polskich nie podzielała tego zdania. Tadeusz Sobolewski z „Tygodnika Powszechnego” przyrównał film do Popiołu i diamentu (1958), a Maria Malatyńska na łamach „Życia Literackiego” twierdziła, że film Wajdy to „prawdziwe autorskie zwycięstwo”. Janina Garycka prywatnie pisała po premierze filmu, że aluzji do poniżenia środowiska solidarnościowego przez Jaruzelskiego jest w filmie mnóstwo: Robespierre „martwy jak Jaruzelski, twarz na którą nałożono nieruchomość […]. Tłum, który daje się sterroryzować oddziałem wojska w sądzie. Bożyszcze tłumu nagle aresztowane. Policja jako podstawowy argument w dyskusji politycznej”. Robespierre zdaniem Garyckiej ma jednak ludzkie oblicze, gdyż zaczyna rozumieć, że „zsuwa się w tej sytuacji bez wyjścia”. Scott Sullivan z niemieckiego „Frankfurter Allgemeine Zeitung” podsumowywał: „Danton Wajdy jest arcydziełem”.

## Nagrody i wyróżnienia
| Rok  | Festiwal/instytucja                                | Nagroda                                                   | Nominowani                                          | Wynik     |
| ---- | -------------------------------------------------- | --------------------------------------------------------- | --------------------------------------------------- | --------- |
| 1982 | Akademia Francuska                                 | Prix Louis-Delluc                                         | Andrzej Wajda                                       | Wygrana   |
| 1982 | Unifrance                                          | Nagroda Unifrance Film                                    | Andrzej Wajda                                       | Wygrana   |
| 1982 | Akademia Sztuki i Techniki Filmowej                | Cezar za najlepszą reżyserię                              | Andrzej Wajda                                       | Wygrana   |
| 1982 | Akademia Sztuki i Techniki Filmowej                | Cezar za najlepszy film                                   | Andrzej Wajda                                       | Nominacja |
| 1982 | Akademia Sztuki i Techniki Filmowej                | Cezar za najlepszą rolę męską                             | Gérard Depardieu                                    | Nominacja |
| 1982 | Akademia Sztuki i Techniki Filmowej                | Cezar za najlepszy scenariusz adaptowany                  | Jean-Claude Carrière                                | Nominacja |
| 1982 | Akademia Sztuki i Techniki Filmowej                | Cezar za najlepszy dźwięk                                 | Jean-Pierre Ruh                                     | Nominacja |
| 1983 | Międzynarodowy Festiwal Filmowy w Montrealu        | nagroda za rolę męską                                     | Gérard Depardieu Wojciech Pszoniak                  | Wygrana   |
| 1984 | Brytyjska Akademia Sztuk Filmowych i Telewizyjnych | Nagroda BAFTA za najlepszy film obcojęzyczny              | Margaret Ménégoz Barbara Pec-Ślesicka Andrzej Wajda | Wygrana   |
| 1984 | Festiwal Polskich Filmów Fabularnych               | Nagroda Dziennikarzy                                      | Andrzej Wajda                                       | Wygrana   |
| 1984 | Włoska Akademia Filmowa                            | David di Donatello dla najlepszego reżysera zagranicznego | Andrzej Wajda                                       | Nominacja |
| 1984 | Włoska Akademia Filmowa                            | David di Donatello dla najlepszego aktora zagranicznego   | Gérard Depardieu                                    | Nominacja |
| 1984 | London Critics Circle                              | Najlepszy reżyser                                         | Andrzej Wajda                                       | Wygrana   |
| 1984 | National Society of Film Critics                   | Najlepszy aktor                                           | Gérard Depardieu                                    | Wygrana   |